# Carcinoma mioepitelial
O carcinoma mioepitelial (CME) é uma neoplasia maligna (câncer) das glândulas salivares composta exclusivamente ou quase exclusivamente por células mioepiteliais.

## Sinais e sintomas
O CME possui sinais e sintomas inespecíficos, e normalmente se apresenta como uma massa indolor de duração variável (entre 2 meses e 6 anos de surgimento). Em outros casos, pode surgir a partir de um adenoma pleomórfico e se apresentarem como uma massa antiga que apresentou súbito crescimento.

## Aspectos radiográficos e histológicos
Radiograficamente, na tomografia computadorizada o CME tende a se apresentar como uma lesão hiperdensa heterogênea, multilocular, de bordas difusas.
Histologicamente, é uma neoplasia que apresenta crescimento usualmente expansivo ao invés de infiltrativo, e o estroma tumoral contém um centro hipocelular com estroma hialinizado ou necrose, cercado por uma zona periférica hipercelular composta exclusivamente ou quase exclusivamente por células mioepiteliais. Essas células podem ser epitelioides, claras, plasmocitoides ou fusiformes. A arquitetura tecidual pode variar, com alguns dos tumores tendo uma zona hipercelular central e necrose na periferia, e outros contendo um estroma hialinizado, mixoide ou mixocondroide. Padrões arquiteturais comuns incluem sólido, trabeculado, em cordões, ilhotas, e células isoladas.
Nos casos de carcinoma mioepitelial ex-adenoma pleomórfico, um componente residual do adenoma pleomórfico pode ser visualizado.
Atualmente, não há uma definição clara do grau histológico, mas a presença de necrose é considerada uma característica de alto grau.

## Causas
O CME pode surgir de novo ou a partir de um adenoma pleomórfico. Cerca de 50% dos tumores apresentam fusão do gene PLAG1.

## Epidemiologia
O CME representa cerca de 4% das neoplasias de glândulas salivares, afetando principalmente a parótida (24 a 73% dos casos), glândulas salivares menores (especialmente as do palato) e glândula submandibular.
Afeta uma ampla gama de idades, com média de 59 anos ao diagnóstico, sem predileção por gênero. Estima-se que ele pode ser subdiagnosticado, e que sua frequência na população pode ser maior.

## Diagnóstico
O diagnóstico se dá pelo exame anatomopatológico, demonstrando características invasivas e células mioepiteliais. Para tumores indiferenciados ou anaplásicos, a imuno-histoquímica para marcadores mioepiteliais (S100, calponina, actina de músculo liso, GFAP) é positiva, assim como para citoqueratinas, p63 e p40, SOX10 e PLAG1, e isso pode auxiliar no diagnóstico.
Diagnóstico diferencial inclui:
- Mioepitelioma;
- Adenoma pleomórfico;
- Adenocarcinoma polimórfico;
- Tumor mioepitelial de tecidos moles.

## Prognóstico e tratamento
O prognóstico do CME é desfavorável, considerando seu curso clínico agressivo: 15 a 27% dos CME evoluem para metástase, e mais de 33% têm recidiva local. Fatores que podem implicar em desfecho desfavorável incluem carcinoma mioepitelial ex-adenoma pleomórfico, necrose, alto índice mitótico, e margens positivas após cirurgia.
O tratamento consiste na ressecção cirúrgica com margens negativas.